# Hiro (rappeur)
Pour les articles homonymes, voir Hiro.
Hiro, parfois surnommé Hiro Le Coq, de son vrai nom Dimitri Nganda, est un chanteur de RnB français né le 14 juillet 1991 à Melun.

## Biographie

### Jeunesse et débuts
D'origine kino-congolaise, Hiro est né le 14 juillet 1991 à Melun en Seine-et-Marne, en France. Il est influencé par deux légendes de la musique africaine, Papa Wemba et Koffi Olomide.
En 2007, il fonde le groupe Bana C4, et sort en 2011 leur tout premier titre Charabia. Avec son groupe, ils ont sortis leur première mixtape Therapy, vol. 1. En mars 2013, ils ont sorti Jeunes premiers, par la suite ils ont sorti Therapy, vol. 2, pour annoncer leur troisième album studio Arrêt de jeu sorti en septembre 2014.
Ils sortent Pona yo en juin 2015.
En mars 2016, ils se séparent pour des carrières solos, dont Hiro est le seul qui a réussi en solo.

### Carrière
Surnommé phénomène africain, il sort son premier single à succès décrochant ensuite la certification  Single d’or puis collabore avec des artistes comme Youssoupha, Keblack, Sidiki Diabaté, Koffi Olomidé ou encore Naza. 
Il sort son tout premier album, puis chante Johnny Hallyday et finalement au début de 2018, il décide de quitter Bomayé, pour fonder son propre label « Millésime Musik ».

### De la haine à l'amour(2016-2018)
Le 18 mai 2016, Hiro dévoile le premier extrait Aveuglé sans faire une annonce pour l'album. Le 28 avril 2017, Hiro dévoile le deuxième extrait Touché coulé avec Youssoupha et annonce la sortie de son premier album studio De la haine à l'amour, sans donner de date. Le 23 août 2017, il sort Molo (titre hors album), et annonce la date de l'album pour le 23 octobre 2017, sauf qu'il décale la sortie de l'album pour le 1 décembre 2017. Le 3 novembre 2017, il publie Désolé avec Sidiki Diabaté, ce clip sort le même jour où on peut pré-commandé De la haine à l'amour. Le 30 octobre 2017, il publie un freestyle En attendant #DelahainealAmour. Il sort ensuite Tourné le dos avec KeBlack, le 24 novembre 2017. 
Après que son premier album est sorti, en 2018, Hiro annonce son premier concert à Abidjan, une ville en Côte d'Ivoire.

### Erratum(2019-2020)
Le 28 juin 2019, il sort son deuxième album studio Erratum : un projet de 19 titres et y collabore avec Bolémvn, Daphne, Kalash Criminel, Naza, Ninho, Singuila, Still Fresh et Toofan. En juin 2020, il réédite son album qui rajoute 8 titres et collabore avec Davido et Gabriel Do Borel.

## Discographie

### Mixtape/Albums communs
- 2011 : Therapy, vol. 1
- 2013 : Jeunes premiers
- 2013 : Therapy, vol. 2 (En attendant "Arrêt de jeu")
- 2014 : Arrêt de jeu
- 2O15 : Pona yo

### Singles
- 2016 : Laissez-les (feat. Naza)
- 2016 : Aveuglé
- 2016 : Ton pied, mon pied (feat. Chidinma)
- 2016 : Passement de jambes (feat. DJ Louda)
- 2016 : Monica
- 2016 : Mayday
- 2017 : Aveuglé (Mowlo Remix) (feat. Youssoupha)
- 2017 : Touché coulé (feat. Youssoupha)
- 2017 : Billet (feat. S.Pri Noir)
- 2017 : Molo
- 2017 : Désolé (feat. Sidiki Diabaté)
- 2017 : Tourné le dos (feat. KeBlack)
- 2018 : Tuer
- 2018 : Comme personne
- 2018 : Tu es à moi
- 2019 : Doucement
- 2019 : A découvert (feat. Ninho)
- 2021 : Quatre secondes (feat. Koba LaD)
- 2021 : Anéanti